# Alice Duer Miller
Alice Duer Miller (ur. 28 lipca 1874 w Nowym Jorku, zm. 22 sierpnia 1942 tamże) – amerykańska prozaiczka, poetka i dramatopisarka, działaczka na rzecz równouprawnienia kobiet.

## Życiorys
Pochodziła z bogatej rodziny. Jej rodzicami byli James Gore King Duer i Elizabeth Wilson Meads. Wychowała się w majątku Weehawken w stanie New Jersey. Studiowała w Barnard College w Nowym Jorku. W 1896 razem z siostrą, Caroline King Duer, wydała tomik wierszy zatytułowany Poems. W 1899 poślubiła Henry’ego Wise’a Millera. Po ślubie wyjechała z nim do Kostaryki. W tym czasie publikowała w prasie. Po powrocie do Nowego Jorku została nauczycielką w szkole dla dziewcząt i w Barnard College. W 1919 razem z Robertem Miltonem napisała komedię The Charm School, która okazała się wielkim sukcesem. Pisała też utwory satyryczne dla New York Tribune. Wydała długie poematy epickie Forsaking All Others (1931) i The White Cliffs 1940. Była też autorką wielu powieści z wyższych sfer.